# Rk Bosna Sarajevo
A Boszna Szarajevó kézilabda-csapatát (bosnyákul: Rukometni Klub Bosna Sarejevo) a Bosna egyetemi sportegylet részeként, 1948-ban alapították. Az elmúlt évtizedben az RK Bosna Bosznia és Hercegovina egyik legsikeresebb sport-alakulata lett. A játékosok, edzők, a klub tisztségviselői a szponzorok, a klub kedvelői az állami, a kantonális és községi szerveknek köszönhetően a régió egyik legerősebb csapata született meg, amely az európai kézilabda-elitjében is letette névjegyét.

## Sikerei
- Jugoszláv kézilabdakupaa: 1962-1963
- Bosnyák bajnokság: 7-szeres győztes: 2002-2003, 2005-2006, 2006-2007, 2007-2008, 2008-2009, 2009-2010, 2010-2011
- Bosnyák kézilabdakupa: 5-szörös győztes: 2002-2003, 2003-2004, 2007-2008, 2008-2009, 2009-2010

## A csapat története
Az 1948-ban alapított Boszna csapata Jugoszlávia fennállása alatt is szép sikereket ért el.
A Jugoszláv kézilabdakupa 1962-1963-as kiírását megnyerte a bosnyák tagköztársaság csapata, míg ugyanebben a sorozatban az 1965-1966-os idényben a döntőig jutott.
Jugoszlávia széthullását követően a bosnyák bajnokságban szerepel a gárda. A délszláv köztársaságban eddig hétszer lett bajnok és ötszor kupagyőztes a fővárosi együttes.
Nemzetközi színtéren a legjelentősebb eredmények eddig egy elődöntő a Kupagyőztesek Európa-kupájában (2006-2007-es sorozat), a Bajnokok Ligájában pedig egy nyolcaddöntős szereplés (2010-2011-es idény).
A klub alapító tagja a 2011-2012-es évben kezdődő Regionális Kézilabda Ligának, amelyben horvát, szerb, bosnyák, montenegrói, macedón és szlovák csapatok szerepelnek majd.

## A csapat vezetőedzői
| Időszak                          | Név              |
| -------------------------------- | ---------------- |
| - augusztus 2007.                | Dragan Marković  |
| augusztus 2007. - november 2007. | Jovica Elezović  |
| december 2007. - november 2008.  | Gregor Cvijič    |
| november 2008. - július 2009.    | Vojislav Rađa    |
| július 2009. - december 2011.    | Irfan Smajlagić  |
| január 2012. - február 2012.     | Zdenko Antović   |
| február 2012. - július 2012.     | Goran Tomić      |
| július 2012. -                   | Zuhdija Korkarić |